# Saint-Dominique-du-Rosaire
Saint-Dominique-du-Rosaire es un municipio canadiense situado en la provincia de Quebec.

## Superficie
Saint-Dominique-du-Rosaire tiene una superficie de 479,89 km².

## Demografía
En 2021, tenía 434 habitantes, una densidad poblacional de 0,9 hab./km², y 205 viviendas.